# کتابخانه دایچمن
کتابخانه دایچمن (به نروژی: Deichman bibliotek)، یک کتابخانه عمومی در محدوده شهرداری اسلو؛ و قدیمی‌ترین کتابخانه عمومی در نروژ است.
 طبق آمار سال ۲۰۱۸ میلادی، این کتابخانه دارای مجموعهٔ بزرگی، شامل نزدیک به ۱٫۱ میلیون کتاب، گاه نامه، فیلم، نوار صوتی و غیره، در شکل واقعی و مجازی است.
 همچنین شعبه‌های این کتابخانه، خدماتی نظیر راهنمایی و مشاوره؛ و کافه‌های گویش و همایش، به عموم مردم، ارائه می‌دهند. به علاوه شعبه‌های اختصاصی این کتابخانه، خدمات ویژه ای، نظیر کارگاه مردمی و کارگاه طراحی را برای عموم مردم؛ و خدمات مدرسه ای که برای دانش آموزان مدارس ابتدایی منظور شده را به کودکان، ارائه می‌دهند.
 طبق آمار سال ۲۰۱۸میلادی، مجموعاً حدود ۲۶۰ کارمند، در مرکز اصلی و ۲۲ شعبهٔ کتابخانه دایچمن، در نقاط مختلف اسلو مشغول خدمت است. این کتابخانه، همچنین دارای ۲ بخش ویژه برای خدمت به زندان و بیمارستان است. ساختمان اصلی کتابخانه دایچمن، در مرکز شهر اسلو، واقع شده‌است.

## پیشینه
این کتابخانه، به افتخار شخص کارل دایچمن، کتابخانه دایچمن نامگذاری شده‌است. در سال ۱۷۸۰ میلادی، کارل دایچمن، طبق وصیت نامه خود، کل دارایی کتابخانه شخصی خویش، که شامل ۶۰۶۹ جلد کتاب چاپی و ۲۶۱ جلد، نسخه خطی بود، را برای استفاده عمومی اختصاص داد۰ این مجموعه به همراه چند هدیه دیگر، اساس اولین کتابخانه عمومی اسلو را تشکیل دادند.
 در ۱۲ ژانویه سال ۱۷۸۵ میلادی، هنگامی که کتابخانه دایچمن درهای خود را، به روی عموم گشود، شباهت چندانی با یک کتابخانه عمومی مدرن نداشت. اما بعد از تصدی هاکون نیهوس، به عنوان مدیر کتابخانه، در سال ۱۸۹۸م؛ و تغییراتی که وی، بر اساس الگوی آمریکایی اعمال کرد، به زودی کتابخانه دایچمن، نه تنها در نروژ، بلکه در سراسر شمال اروپا به یک کتابخانه نمونه مدرن، تبدیل شد. در سال ۱۹۱۴م، شعبه مرکزی کتابخانه دایچمن، برای اولین بار به ساختمانی در مرکز اسلو، منتقل شد که اختصاصاً به منظور مصرف کتابخانه، طراحی و بنا شده بود.
کتابخانه دایچمن، در دوران پس از جنگ، به خصوص دهه‌های ۱۹۶۰ و ۱۹۷۰م، گسترش زیادی یافته؛ و علاوه بر کتابخانه، به یک مرکز رویدادهای فرهنگی تبدیل شده‌است.
 در تاریخ ۶ مارس ۲۰۱۳م، ساختمان یک بنای جدید، برای کتابخانهٔ دایچمن، در شمال شرقی بخش مرکزی اسلو، در شورای شهر اسلو، بر اساس مناقصه آزاد، به تصویب رسید. در سال ۲۰۱۷م، پی این ساختمان ریخته؛ و در تاریخ ۱۸ ژوئن ۲۰۲۰م، درهای این شعبه به روی عموم گشوده شد.